# Марканжели, Лоран
Лора́н Марканжели́ (фр. Laurent Marcangeli; род. 10 декабря 1980, Аяччо) — французский политик, Министр государственной службы, упрощения и преобразования функций (с 2024), мэр Аяччо (2014, 2015—2022).

## Биография
Родился 10 декабря 1980 года в Аяччо, окончил университет Корсики по специальностям «право» и «история», в 2005 году прошёл курс обучения в марсельском Региональном центре профессиональной подготовки адвокатов (Centre régional pour la formation à la profession d’avocat), в 2007 году зачислен в коллегию адвокатов Аяччо. В 2008 году избран от Союза за народное движение в муниципальный совет Аяччо, в 2011 году — в генеральный совет департамента Южная Корсика от первого кантона Аяччо.

### Политическая карьера
В 2012 году избран от первого округа Южной Корсики в Национальное собрание и оставался депутатом до истечения мандата 20 июня 2017 года.
30 марта 2014 года коалиция во главе с Марканжели одержала победу на муниципальных выборах в Аяччо, получив 47,11 % голосов против 46,03 %, поданных за блок действующего мэра Симона Ренуччи (на 281 бюллетень меньше, чем за победителей) и 6,86 % — за националистов Жозе Филиппи (José Filippi). 5 апреля Марканжели избран мэром города голосованием депутатов муниципального совета, но Ренуччи не признал результаты муниципальных выборов, обвинив соперников в противоправных действиях, сложил свои полномочия 4 апреля и отказался участвовать в церемонии передачи власти.
16 апреля 2014 года 46 из 53 депутатов совета Сообщества агломерации земель Аяччо проголосовали за избрание Марканжели председателем совета.
23 октября 2014 года административный суд Бастии аннулировал итоги муниципальных выборов в Аяччо, и 27 октября Марканжели ушёл в отставку.
В двух турах голосования 25 января и 1 февраля 2015 года возглавляемый Марканжели список СНД, центристов и бонапартистов вновь добился успеха с окончательным результатом 59,26 % против 40,74 % у сторонников бывшего мэра Ренуччи.
8 февраля 2015 года 39 депутатов муниципального совета, принадлежащих фракции Марканжели, проголосовали за единственного кандидата на должность мэра Аяччо — Лорана Марканжели (9 депутатов от оппозиции не приняли участия в голосовании).
1 июля 2017 года вновь избран председателем Сообщества агломерации Аяччо, сменив Жан-Жака Феррару, ушедшего в отставку ввиду избрания его депутатом Национального собрания и вступления в силу закона о запрете совмещения нескольких выборных должностей.
7 июля 2024 года при поддержке макронистского блока Вместе! победил с результатом 63,2 % во втором туре парламентских выборов в своём прежнем 1-м округе (Южная Корсика) кандидатку от Национального объединения Ариану Карена (Ariane Quarena). В первом туре 30 июня она одержала верх, набрав 31,2 % голосов, а Марканжели стал вторым (30,7 %).

### Работа в правительстве Франции
23 декабря 2024 года при формировании правительства Байру получил портфель министра государственной службы.